# クリスティーヌ・デルフィ
クリスティーヌ・デルフィ (Christine Delphy, 1941年12月9日 - ) は、フランスの社会学者、フェミニズムの理論家・活動家、国立科学研究センター (CNRS) 名誉主任研究員。フランスのラディカル・唯物論フェミニズム（マルクス主義フェミニズム）の第一人者であり、米国留学後、フランスで最初にジェンダーの概念を紹介した。
1970年代の女性解放運動(MLF) を牽引し、シモーヌ・ド・ボーヴォワールと共に『フェミニズム問題』(1977) および後続誌『新フェミニズム問題』(1981) を創刊した（現在も編集主任を務めている）。

## 経歴
クリスティーヌ・デルフィは1941年12月9日、パリ14区の中産階級の家庭に生まれた。母アンドレ・ルブルトンは4人兄弟姉妹で父をヴェルダンの戦い (1916) で失ったため家庭は貧しかったが、母は高等小学校の数学教師で子供の教育を重視したため、学業に励み、薬剤師の資格を取得した。1939年に同じ薬剤師のアンドレ・デルフィと結婚し、多大な借金をしてメニルモンタン（20区）の薬局を買い取った。住居を兼ねていたが、衛生設備もなかったため、クリスティーヌと1943年に生まれた妹のフランソワーズはナシオン（11区）母方の祖母のもとに預けられ、祖母に読み書きを教えられた。祖母が死去した後、ナシオンで両親と一緒に暮らすようになった。デルフィは、自らの人生を語ったドキュメンタリー映画『私はフェミニストじゃないけれど…（Je ne suis pas féministe, mais...）』(2015年) で、両親とも薬剤師で同じ薬局で同じように辛い仕事をしながら、昼食に家に戻ると父はソファーで脚を伸ばして新聞を読んでいるのに、母は食事の用意や後片付けをして、休む間もなくまた仕事に行くのを見て、女性の役割や家事労働について疑問を抱くようになったと語っている。
1958年にバカロレアを取得。1961年にソルボンヌ大学で社会学の学士号を取得。1962年に渡米。シカゴ大学、次いでカリフォルニア大学バークレー校で学び、バークレー校ではティーチングアシスタントを務めた。1964年、エレノア・ルーズベルト財団の奨学金を得て、都市の黒人の生活向上を支援する組織「全国都市同盟」のワシントン支部「ワシントン都市同盟」で活動したが、セクシャルハラスメントに遭うなどして、翌1965年に帰国を決意した。帰国後、女性学の博士号を取得するために、当時、社会科学高等研究院の教授であったピエール・ブルデューに相談したが、女性学の分野で指導できる教授はいないと言われ、フランス民俗学センターの所長ジャン・キュイズニエのもとで農村社会学の研究、とりわけ、農村における家族構成と遺産相続に関する調査を行った。

## 活動・思想

### 女性解放運動
1968年、国立科学研究センターの研究員になり、同センターの数学者で、アンヌ・ゼレンスキーと共にフェミニスト・グループ「女性・男性・未来」を結成したジャクリーヌ・フェルトマン＝オガゼンに出会い、同グループに参加。翌1969年、同グループは「フェミニズム・マルクス主義・行動」と改名された。1970年に左派の新聞『リディオット・アンテルナシオナル』（当初はシモーヌ・ド・ボーヴォワールの支持を得ていたが、間もなく批判され、1972年にいったん廃刊）に、モニック・ウィティッグ、妹のジル・ウィティッグらが主に毛沢東思想とマルクス主義に基づいて書いた「女性解放のための闘い」が掲載されたことがきっかけとなり、複数のフェミニスト・グループが結集し、同年8月25日、モニック・ウィティッグ、アンヌ・ゼレンスキーらと共に凱旋門の無名戦士の墓に、「無名戦士の妻に捧げる」として花束を置いた。この象徴的な行為はメディアで大きく取り上げられ、女性解放運動(MLF) の口火を切ることになった。
1970年、国立科学研究センター内でキュイズニエが主任を務める研究所に所属し、社会学者マルセル・ジョリヴェ、次いでアンドレ・ミシェルの研究グループで活動した後、マルクス主義を専門とする政治哲学者ジョルジュ・ラビカのグループに参加。同グループは後に「トライアングル研究所」― リヨン高等師範学校、リュミエール・リヨン第2大学、リヨン政治学院、ジャン＝モネ＝サンテティエンヌ大学の教員・研究員により構成される「行動・言説・政治経済思想」共同研究ユニット (UMR) 5206 ― として再結成された。
1970年9月以降、毎週水曜にエコール・デ・ボザールの大講堂で女性解放運動の総会が行われた。傾向の異なる様々なフェミニスト・グループが存在し、デルフィはウィティッグらと共にラディカル・フェミニズムのグループ「革命家フェミニスト」で活躍したが、他のグループの活動（集会、講演会、シンポジウム、デモなど）にも参加し、女性解放運動の機関誌『ル・トルション・ブリュル』(「内輪もめ」の意; 1973年廃刊) を発行し、『パルティザン』誌の特集号に「女性解放ゼロ年」宣言を掲載した。さらに、人工妊娠中絶の合法化を求め、自らの中絶経験を公にした「343人のマニフェスト」（通称「あばずれ女343人のマニフェスト」;『ヌーヴェル・オプセルヴァトゥール』誌第334号掲載）、人工妊娠中絶自由化運動 (MLA) 結成、ジゼル・アリミとボーヴォワールが結成した中絶の合法化を求める団体「女性のために選択する」(通称「選択権」; 米国のプロチョイスに相当)、MLAおよび女性解放運動の主導により「メゾン・ド・ラ・ミュチュアリテ」（パリ5区）で開催された「女性に対する犯罪告発デー」など、デルフィは常に運動の最前線で活躍した。
一方、フランスでLGBT運動が活発化したのもこの時期であり、デルフィは1971年にギィー・オッカンガム、フランソワーズ・ドボンヌ、ダニエル・ゲラン、ピエール・アーン、ローラン・ディスポ、エレーヌ・アゼラ、ジャン・ル・ビトゥー、ルネ・シェレール、パトリック・シャンドレールと共に同性愛革命行動戦線(FHAR) を結成。また、ウィティッグ、マリー＝ジョ・ボネらと共に1971年4月にラディカル・フェミニスト・レズビアン運動「赤いレズ」運動を結成した。なお、日本語の「レズ」と同様にフランス語の “gouine” も侮蔑的な意味を込めて使われることが多いが、（たとえば、「343人のマニフェスト」に署名した女性たちが「あばずれ女（343人のマニフェスト）」という侮蔑的な表現を敢えて採用したように）“gouine” という侮蔑的な表現を敢えて使うことは一種のユーモアであり、同時にまたこうしたステレオタイプへの挑戦であった。

### ラディカル・唯物論フェミニズム
デルフィは間もなく女性解放運動から身を引き、ロワレ県に引っ越して研究に専念した。1974年、国際社会学協会の年次大会でダイアナ・レナードに出会い、以後、共著『日常的な搾取 (Familiar Exploitation)』(1992) を出版したり、レナードがデルフィの著書を英訳したりするなど、長年にわたって共同研究を行うことになった。デルフィはすでに1970年頃から著作活動を開始し、『パルティザン』にクリスティーヌ・デュポンというペンネームで発表した記事「主要な敵」では、資本主義が女性を抑圧・搾取するというマルクス主義の主張を批判的に読み直し、資本主義生産様式以外に、結婚により制度化された社会関係において女性が無償家事労働を強いられる家内制生産様式が存在すると論じ、したがって、女性の「主要な敵」は家父長制であるとした。1975年、デルフィは『ラルク』誌（第61号「シモーヌ・ド・ボーヴォワールと女性の闘い」特集号）にフランスにおけるマルクス主義フェミニズムの草分けとなる「唯物論的フェミニズムのために」と題する記事を掲載した。ナタリー・ソコロフがマルクス主義フェミニズムについて指摘するように、デルフィは、初期においては主に家事労働に代表される非市場的・不払い労働と資本制の関係に焦点を当て、後期において、ラディカル・フェミニズムの観点から家父長制と資本制の関係、とりわけ家父長制の物質的基礎の解明に向かった。
1977年、ボーヴォワール、ウィティッグ、クロード・エンヌカン、エマニュエル・ド・レセップス、コレット・ギヨマン、ニコル＝クロード・マチューらと共に雑誌『フェミニズム問題』を創刊。1981年、同誌の創刊者間で特にラディカル・フェミニズムのあり方について対立があり、廃刊。再びボーヴォワール、ド・レセップス、エンヌカンらと共に後続誌『新フェミニズム問題』(1981) を創刊。2002年以降、ローザンヌ大学のジェンダー研究所に編集部を置き、同研究所のパトリシア・ルーとデルフィが共同で編集主任を務めている。
1988年からケベック大学モントリオール校 (UQAM) で博士論文を執筆。2001年に博士号を取得。

### その他の重要な活動

#### パリテ法案反対
フランスでは、2000年に通称「パリテ法」（選挙候補者の男女同数制）と呼ばれる法律が制定され、男女の政治参画への平等が促進された。この法律では選挙の際、「比例候補者名簿の記載順を男女交互にする」、「政党からの候補者を男女同数にする」などが定められ、違反した名簿は不受理となり、また、候補者の男女差が2%を越えた場合などは、国から政党への助成金が減額される罰則も規定されている。しかし、パリテ法の成立に至るまでにフェミニストの間で意見の対立があり、主にデルフィを中心とする「平等派」とアントワネット・フークを中心とした「差異派」に分かれていた。フーク、シルヴィアンヌ・アガサンスキーらの「差異派」が精神分析学や言語学の研究成果に立脚して性差の意味を追究し、理論の深化を目指す立場から、政治においても差異を認めた上での平等を重視したのに対して、デルフィ、エリザベット・バダンテールらの「平等派」は、ボーヴォワールの『第二の性』の思想を継承し、歴史的・社会的に構築された性差を認めない普遍主義の立場から、パリテ法に反対した。バダンテールは、「市民を男女に分けるのは生物学的決定論への逆行である」とし、デルフィは、「法律に性差について規定するより、むしろ逆に、国際連合の女性差別撤廃条約に定める暫定的な特別措置（アファーマティブ・アクション）を取るべきである」と主張した。

#### アフガニスタン攻撃反対
デルフィは2001年の米軍のアフガニスタン攻撃に激しく反対し、ウィリー・ペルティエ、カトリーヌ・レヴィ、ダニエル・ベンサイド、ジャック・ビデらと共に「戦争反対国際同盟」を結成し、「イラク市民に対する理由なき攻撃と戦争犯罪」という抗議文を発表した。

#### 宗教的標章規制法案（スカーフ禁止法案）反対
2003年にジャック・シラク大統領により設置されたスタジ委員会が翌2004年に提出した宗教的標章規制法案（特に公立学校におけるイスラムのスカーフ着用を禁止する法案）について、イスラモフォビアだとしてこれに反対した。デルフィは、「アラブ人・イスラム教徒は長い間、標的にされている」とし、これは「西欧諸国の傲慢さ」であり、湾岸戦争、アフガニスタン戦争、イラク戦争などはすべて「人種主義的ステレオタイプから成るイデオロギーに基づくものである」と論じた。
また、2011年には『シャルリー・エブド』の編集部が入った建物に火炎瓶が投げ込まれた事件の後、「シャルリー・エブドへの支持に抗議し、表現の自由を守る」と題する請願書に署名し、物議を醸した。デルフィにとっては、シャルリー・エブド放火事件がメディアで大々的に報じられ、ほとんどの政治家が支持を表明したのに対して、イスラム教徒に対する攻撃（モスクの放火やイスラム教墓地の墓荒らし）についてはあまり取り上げられることがないという、政界および報道界の偏った対応が問題であった。
同様に、2017年6月には、『白人、ユダヤ人、そして私たち (Les Blancs, les juifs et nous)』の著者で「共和国原住民 (Indigènes de la République)」党の代表ウーリア・ブテルジャを支持する約20人の知識人とともに『ル・モンド』紙掲載の請願書に署名した。「共和国原住民」党は反ユダヤ主義、ホモフォビア、反フェミニズムなどと非難されることが多いため、激しい抗議が巻き起こった。

## 著書

### 主著
- The Main Enemy (主要な敵), W.R.R.C.P., London, 1977
- Por un feminismo materialista (唯物論フェミニズムのために), La Sal, Barcelona, 1982
- Close to Home: A materialist analysis of women's oppression, London, Hutchinson, & The University of Massachusetts Press, 1984
  - 『なにが女性の主要な敵なのか ― ラディカル・唯物論的分析』(井上たか子, 加藤康子, 杉藤雅子訳, 勁草書房, 1996)：第1章：論文集のための序論（家父長制、家内制生産様式、方法論について、自然主義、ジェンダー、性階級）第2章：階層研究における女性（社会階層研究の基盤をなす諸前提、兄弟姉妹の社会階級の比較、夫と妻の社会階級の比較、結婚と女性の階級上の地位、女性にとっての階級上の地位としての結婚）第3章（同じ食卓を囲んで ― 消費と家族（家族内の消費格差 / 農民家族における食料の分配 / 消費における格差の維持）第4章：主要な敵（女性たちが入る生産関係 / 分析の帰結 ― 女性解放運動のために）第5章：家事労働か、家内労働か（農場における自家消費用生産 / 生産としての家事労働 / 農場における職業労働と家事労働の違い / 不払い労働としての家事労働 / 結論 ― 家事労働の定義）第6章：結婚と離婚における連続的要素と非連続的要素（一つの結婚理論 / 右の結婚理論から導き出される結論 / 永続可能な身分としての結婚 / 結婚身分の継続としての離婚身分 / 結婚と子どもに関する責任 ― 理論上の先行要素の問題）第7章：私たちの友人と私たち ― 偽フェミニズム言説の隠された基盤（新・性差別主義、または男性フェミニズム / 人種差別、性差別、非・男女混成組織、異性間カップル / 女性の役割1 フェミニストと反フェミニスト / 女性の役割2 「ブルジョア女」の脅威・プロレタリアへの愛をよそおった（ブルジョア）女性への攻撃 /「左翼的フェミニズム」の基盤としての自己嫌悪 / 女性の無価値感と労働者階級の女性の抑圧に関する左翼の言説 / 女性の階級的地位の反転画像）第8章：家父長制とフェミニズム、それに関わる女性知識人 /「女性解放運動」における「家父長制」概念の用法の変遷 / 階級闘争における、理論と知識人の役割）第9章：唯物論フェミニズムは可能である（曲解されたマルクス主義 ― マルクス主義の誤用と利用 / 論争とフェミニスト批評 / 唯物論フェミニズムにたいする二面攻撃 / 唯物論フェミニズムにたいする攻撃の動機 ― 男性擁護の最良の手段）第10章：原フェミニズムと反フェミニズム / 女性の抑圧に関する観念的説明 ― 女性の過小評価と男性における尊敬の必要性 / 性差別イデオロギーを論駁するのか、改造するのか / 女性の身体を再評価するということ / 家内労働、または女性の物質的抑圧 / 現在の性的階層序列の起源 / 原フェミニズムか、反フェミニズムか）第11章：唯物論フェミニズムのために.

- Familiar Exploitation: A New Analysis of Marriage in Contemporary Western Societies (日常的な搾取 ― 現在西欧社会における結婚の新分析), ダイアナ・レナード共著, Oxford, Polity Press, 1992
- L'ennemi principal (Tome 1): économie politique du patriarcat (主要な敵 (第1巻) ― 家父長制の政治経済), Paris, Syllepse, 1998. (新版2009)
- L'ennemi principal (Tome 2): penser le genre (主要な敵 (第2巻) ― ジェンダーを考える), Paris, Syllepse, Paris, 2001. (新版2009)
- Classer, dominer : qui sont les autres (分類し支配する ― 他者とは誰か), Paris, La Fabrique, 2008
- Un universalisme si particulier, Féminisme et exception française (あまりにも特殊な普遍主義 ― フェミニズムとフランスの例外), Paris, Syllepse, 2010
- Pour une théorie générale de l'exploitation. Des différentes formes d'extorsion de travail aujourd'hui (搾取の一般論のために ― 現代の多様な労働強制), Paris, Syllepse et Saint-Joseph-du-Lac, M éditeur, 2015

### 共著
- Cinquantenaire du Deuxième sexe (第二の性50周年), シルヴィー・シャプロン（フランス語版）との共同監修, Paris, Syllepse, 2001.
- Le foulard islamique en questions (論争を呼ぶイスラムのスカーフ), Paris, Éditions Amsterdam, 2004.
- Un troussage de domestique (女中の手羽縛り), 監修, Paris, Syllepse, 2011
- La République mise à nu par son immigration (移民により暴かれる共和国), La Fabrique, 2006

### ドキュメンタリー映画
（2枚組DVD）
- Je ne suis pas féministe, mais... (私はフェミニストじゃないけれど…), Florence Tissot et Sylvie Tissot, 2015
- L'Abécédaire de Christine Delphy (クリスティーヌ・デルフィ入門),  Florence Tissot et Sylvie Tissot, 2015

「私はフェミニストじゃないけれど…」は、1985年にデルフィがボーヴォワールと共にテレビ番組に出演したときの言葉。平等を求めながらもフェミニストというレッテルを貼られることを恐れる女性の心情を表現する言葉として知られるようになった。

### その他の邦訳
「ジェンダーについて考える ― なにが問題なのか?」(杉藤雅子訳)、「フランス女性解放運動」(棚沢直子訳), 『女たちのフランス思想』(棚沢直子編, 勁草書房, 1998) 所収。